# Шустров, Роман Иванович
Рома́н Ива́нович Шустро́в (30 июля 1959, Ленинград, СССР — 14 мая 2020, Санкт-Петербург, Россия) — советский и российский театральный художник, скульптор малой формы и кукольник.
Создатель широко известных в Санкт-Петербурге скульптурных изображений «Петербургского», «Любашинского» и «Печального ангелов», которые средствами массовой информации часто называются новыми талисманами и символами города. Роман Шустров был членом Международного объединения авторов кукол и членом Ленинградского отделения Союза художников России. Он принимал активное участие в учреждении Санкт-Петербургского музея кукол, где представлены и его работы, в создании городского Музея авторской игрушки, а также Санкт-Петербургской галереи кукол. С 1994 по 1996 год он работал преподавателем на кафедре кукол в Высшей школе моды и прикладного творчества, а с 1996 по 1998 год — в Санкт-Петербургском гуманитарном университете профсоюзов.
Считается, что Роман Шустров стоял у истоков российской и ленинградской кукольной скульптуры, российского и ленинградского кукольного сообщества. Работы его выполнены в архаичной технике с использованием натуральных материалов. В Санкт-Петербурге издана автобиография скульптора, проводятся выставки малых скульптур Романа Шустрова, создана его музей-квартира. В настоящее время работы Романа Шустрова находятся в музеях Санкт-Петербурга и в частных собраниях России, Италии, Франции, Голландии, Норвегии, США, Германии, Австрии.

## Биография

### Детство и юность
Роман Шустров родился 30 июля 1959 года в Ленинграде. Его отец был певцом Ансамбля песни и пляски Ленинградского военного округа. Детство кукольника прошло в коммунальной квартире в центре города. Он жил на улице Чайковского. Местом регулярных прогулок мальчика была территория от Таврического сада до Литейного проспекта. Он учился в средней общеобразовательной школе № 185.
В 1980 году, вернувшись после службы в армии по призыву, Шустров предпринял неудачную попытку поступления в Ленинградский государственный институт театра, музыки и кинематографии на кукольное отделение, а затем стал работать оформителем в кинотеатре «Ленинград». Вскоре он поступил на Вечерние рисовальные классы Академии художеств имени Ильи Репина, где обучался в 1981—1987 годах (по другим данным, в 1981—1986 годах). Роман Шустров начал работать в кукольном жанре, который стал для него впоследствии основным, с 1988 года. Сам скульптор шутил, что причиной стал мистический случай: в возрасте 2 лет будущий скульптор проглотил железный крючок от старинной немецкой куклы, который застрял у него в горле.

### На пути к известности
К концу 1980-х годов в разных городах СССР были лишь отдельные мастера, «создававшие кукол вне контекста жанра». Среди них театральные художники, дизайнеры, оформители, а также люди, не имевшие отношения к профессиональному искусству. Не существовало экспертов или коллекционеров декоративных кукол. Над своими ранними куклами скульптор работал как пайщик, по его словам, «мутных кооперативов» и индивидуальный предприниматель. Однажды за целую партию кукол, отправленных в Гамбург, он получил от фирмы-посредника только горсть мелких немецких монет, на которые сумел приобрести пачку «Marlboro» и бутылку «Coca-Cola». Неудачей закончилась попытка создать собственный дизайн-салон. Некоторое время Шустров иллюстрировал учебники русского языка, предназначенные для иностранцев, и создавал логотипы для тиражирования в рекламе.
Первым опытом декоративной куклы Романа Шустрова стал «Дуремар», созданный ещё в 1984 году. Оригинальная работа не сохранилась, впоследствии скульптор создал много кукол на сюжет сказки «Золотой ключик, или Приключения Буратино» в разных техниках (одна из подобных скульптур демонстрировалась широкой публике на арт-фестивале «Дворы Капеллы» в августе — сентябре 2021 года). Принято считать, что Шустров стоял у истоков российской и ленинградской кукольной скульптуры, российского и ленинградского кукольного сообщества. Работал он в достаточно архаичной технике, использовал естественные материалы, среди которых бумага, клей из муки, дерево, натуральные ткани.
Первые работы Шустрова, предназначенные для демонстрации широкой публике, относятся к 1990-м годам. Они были изготовлены для возникших в то время частных кафе и ресторанов, которые пытались привлечь к себе клиентов концептуальным оформлением интерьера и оригинальной кухней. Среди оформленных Шустровым в то время интерьеров — «Кафе 01» на Караванной улице, «Абрикосовъ», «Толстый фраер», «Прокофий» на канале Грибоедова, «Музыка крыш», «Заводные яйца», «Депо». В Петропавловской крепости Роман Шустров участвовал в создании экспозиции ростовых кукол «Дворник», «Автомобилист», «Банкир», «Кухарка» для экспозиции, посвящённой дореволюционному Санкт-Петербургу. В кафе «Правило буравчика» скульптор создал не только ростовую куклу «Двоечник», прообразом которой он сделал себя, но и выступил как дизайнер интерьера, оформленного в стиле кабинета советской средней школы. Столы и стулья были покрыты корявыми надписями, светильники представляли собой половинки глобусов, на стенах были развешены шаржи на портреты русских писателей, а в роли злобной учительницы выступала перед посетителями кафе барменша.
Название кафе «Заводные яйца» на Фурштатской улице связано с повестью Михаила Булгакова «Роковые яйца», но по просьбе владельцев арт-кафе Роман Шустров изменил в интерьере «роковые» на «заводные», что повлекло изменение и трактовки оформления кафе. В зале находятся механизмы, которые создал сумасшедший механик-профессор. Хозяева заведения в интервью магистру Санкт-Петербургского государственного университета Лу Шану настаивали на «концептуальной связи названия заведения с повестью Булгакова», хотя герой повести стал вместо биолога (в романе — Владимир Ипатьевич Персиков) механиком (в трактовке Шустрова — Персикьянц). По мнению Лу Шана, игра названием кафе рассчитана на определённый уровень образования посетителей, так как повесть Булгакова «Роковые яйца» вовсе не так широко известна, как роман «Мастер и Маргарита». Ростовая фигура изобретателя, а также скульптурное и живописное оформление выполнены Романом Шустровым. Безумный профессор лежит верхней частью тела на столе с открытыми глазами перед барной стойкой, и по его виду нельзя с уверенностью сказать, выбился ли он из сил и отдыхает от напряжённой работы или перебрал пива (на имитации барной стойки находится надпись «Пивко»). 

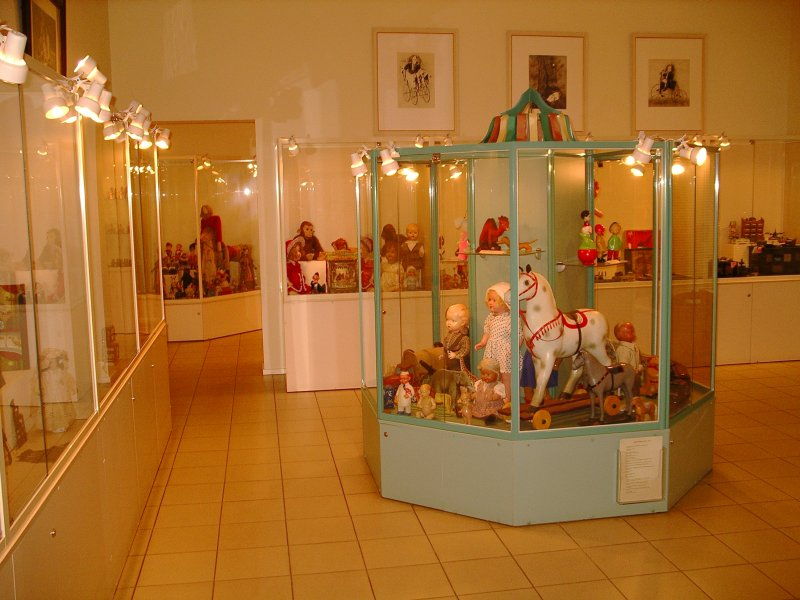
Интерьер Санкт-Петербургского музея игрушки. 2015 год

Шустров принял активное участие в учреждении Санкт-Петербургского музея кукол, где представлены и многие его работы. Кроме этого, он участвовал в создании городского Музея авторской игрушки, а также Санкт-Петербургской галереи кукол. С 1994 по 1996 год Шустров трудился преподавателем на кафедре кукол в Высшей школе моды и прикладного творчества, а с 1996 по 1998 год — в Санкт-Петербургском гуманитарном университете профсоюзов. 

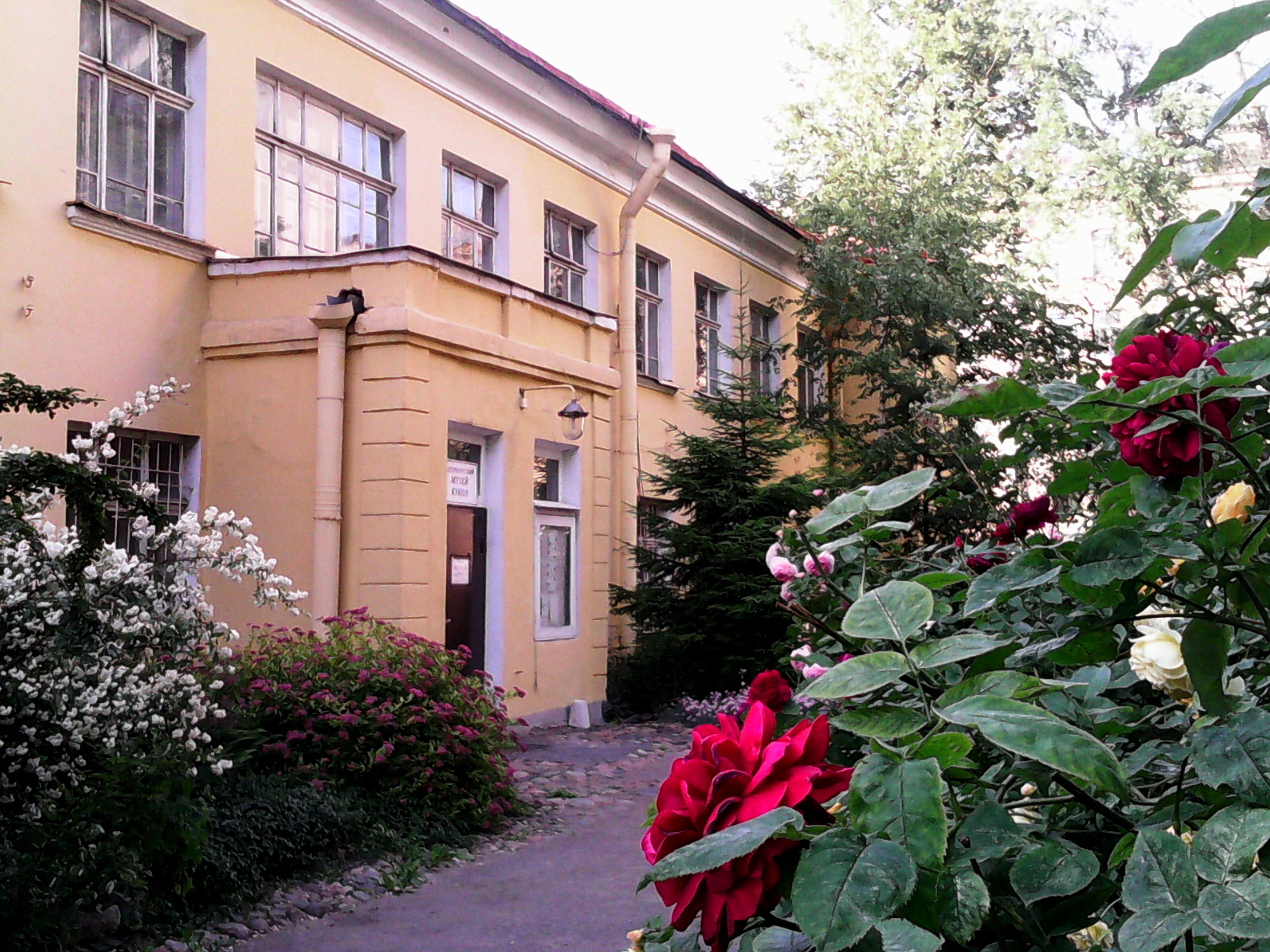
Санкт-Петербургский музей кукол. 2015 год

С 1998 по 2004 год Шустров работал бутафором в Академическом драматическом театре имени В. Ф. Комиссаржевской. Он отмечал «тёплый, дружеский, красивый, демократический и талантливый» коллектив театра, но сожалел, что зарплата составляла всего 800 рублей, на которые невозможно было купить даже зимнюю куртку. Он был вынужден попросить «в долг» в костюмерном цехе старое пальто генерала Серпилина из одноимённого спектакля по трилогии Константина Симонова «Живые и мёртвые». В этом пальто его остановил милицейский патруль, приняв за городского сумасшедшего. В разное время Роман Шустров входил в различные творческие объединения деятелей искусства Санкт-Петербурга. Среди них ИНК-клуб (создан в 2001 году, прекратил существование в 2003) и Открытая ассоциация современного искусства ЧЮ (создана в 2000, в 2002 году прекратила работу)
В 2000-е и 2010-е годы скульптор активно участвовал в выставках. Его персональная выставка под названием «Бумажная душа» в 2019 году прошла в Музее Анны Ахматовой в Фонтанном доме. В один из дней выставки скульптор устроил перформанс. Он вышел из дверей и прошёл через экспозицию, рассеянно притопывая и пританцовывая (изображая паровоз). За собой на верёвочке он тянул вагончики — собственные куклы на колесиках, которые организаторы выставки называли «чудиками».
С 1998 года Роман Шустров стал членом Ленинградского отделения Союза художников России, а с 2006 года — Международного объединения авторов кукол
К 2019 году Роман Шустров — победитель творческого конкурса симпозиума по городской скульптуре по теме «Год России» (2012), организованного Комитетом по градостроительству и архитектуре, и лауреат премии «Пандора» за вклад в развитие мирового кукольного искусства. В 2017 году была издана беллетризированная автобиография скульптора — «Я — кукольник. Мои воспоминания о зарождении и развитии жанра декоративной куклы в Ленинграде — Петербурге».
Долгое время Роман Шустров жил в «доме-сказке» (здание на углу улицы Декабристов и Английского проспекта, где когда-то стоял дом, построенный по проекту Александра Бернадацци; в 1942 году он сгорел, а название было перенесено на построенное на этом месте новое здание в сталинском стиле). Рядом проживала возлюбленная Александра Блока Любовь Андреева-Дельмас. Она стала прообразом скульптуры Романа Шустрова «Дама с собачкой». Первоначально автор рассчитывал установить скульптуру в Таврическом саду. В настоящее время ожидается, что местом её размещения станет двор нового здания Санкт-Петербургской консерватории имени Н. А. Римского-Корсакова. Другие варианты установки скульптуры: во дворе Фонтанного дома или во дворе Российского государственного педагогического университета имени А. И. Герцена.

### Смерть
С началом пандемии COVID-19 Роман вместе с женой Марией ушёл на самоизоляцию. Весной 2020 года брат Романа Александр получил рожистое воспаление ноги, а затем в гнойно-инфекционном отделении больницы заразился COVID-19, но был выписан, а 24 апреля скончался. Семья ухаживала за ним. Вскоре заболел и Роман Шустров. Последней его работой стала скульптура Анны Ахматовой. Он успел сделать только форму из пластилина и не успел перевести её в привычный для себя материал — папье-маше. В фигуре и наклоне головы близкие узнавали его супругу.
5 мая 2020 года скульптора госпитализировали в Мариинскую больницу с тяжёлой формой двустороннего воспаления лёгких. Он был переведён в реанимацию и подключён к аппарату искусственной вентиляции лёгких. Скульптор скончался 14 мая. Причиной его смерти был назван коронавирус.
Многие планы скульптора остались нереализованными. Среди них: бульвар малой городской скульптуры, который он планировал создать от реки Пряжки до Английского проспекта, создание «Города мастеров» — арт-пространства на Матисовом острове, где располагались бы мастерские художников, скульпторов и кузнецов. На берегу реки Пряжки при этом должны были появиться небольшие скульптуры, а на пустыре — мельница с фигурой мельника Матиаса, именем которого по легенде был назван остров. Также планировалось обустройство Театрального бульвара возле музея-квартиры Александра Блока (там планировалось установить малые скульптуры петербургских художников, красивые скамьи и фонари, но получить на это разрешение местных властей не удалось).

## Личная жизнь
Супруга Романа Шустрова художница и скульптор Мария Касьяненко познакомилась с ним в возрасте 10 лет. Он был другом её матери с середины 1990-х годов. После окончания первого курса Санкт-Петербургского университета технологии и дизайна в 2003 году Мария искала место официантки, и мать отвела её в бар «Толстый фраер», который в то время оформлял Роман Шустров. Они познакомились ближе. Несмотря на значительную разницу в возрасте, скульптор и студентка полюбили друг друга:

За ним все женщины гонялись, страшно его любили, он был вечно окружён целым шлейфом разнообразных дам. Был бесподобный: нежный, галантный, артистичный. Художественный процесс с головы до пят. Всё, что он делал, что говорил, как он это делал и как говорил, — всё это было творчество. И вот за это Маша его и полюбила.— Наталья Лавринович. Сердца четырёх. Осколки
Мария Касьяненко родилась в Ленинграде в 1985 году. Она была моложе супруга на 26 лет. Касьяненко закончила Санкт-Петербургский университет технологии и дизайна. Её связывали с Романом Шустровым не только человеческие, но и творческие отношения: она создавала куклы из папье-маше, проводила мастер-классы по созданию скульптур, использовала в своей работе такие техники, как валяние, вязание, каллиграфия, занималась живописью. В последние годы Роман Шустров и Мария Касьяненко работали как свободные художники. У них был устойчивый круг клиентов-коллекционеров, как в России, так и за рубежом. Роман Шустров и его супруга часто подсмеивались друг над другом и придумывали друг другу шуточные имена. Шустров называл Марию «Маня» или «Манюня», а она его — «Ромуальд».
По словам близких Марии, вдова тяжело переживала смерть мужа. После смерти Романа Шустрова она организовала несколько выставок в память мужа. 3 марта 2021 года вблизи Первого Санкт-Петербургского государственного медицинского университета имени академика И. П. Павлова на набережной реки Карповки был представлен петербуржцам созданный в бронзе его супругой по эскизу скульптора из папье-маше «Печальный ангел». Он был установлен в память о медиках Санкт-Петербурга, погибших во время пандемии.
27 апреля 2021 года — за 2,5 недели до годовщины смерти мужа — Мария Касьяненко была найдена мёртвой в собственной квартире. Рядом лежал самозарядный пистолет бельгийского производства Browning Hi-Power. По предварительной версии следствия, смерть художницы не была насильственной. По сообщениям некоторых средств массовой информации, она покончила с собой.

## Особенности творчества и наиболее известные работы
Художественный критик Роман Деревенский писал в 2021 году: «Застенчивый дедушка с ангельскими крыльями, читающий книгу в Измайловском саду. Молодой, кудрявый, босоногий посланец небес в Любашинском [саду]. Печальный ангел на набережной Карповки. Три эти скульптуры Романа Шустрова стали городскими талисманами».
Шустров называл свои работы не куклами, хотя они и сделаны из папье-маше, а кукольными скульптурами. По его мнению, на это указывают шаржированность образа, кукольное соотношение частей тела, материалы и цвет, взятые от декоративных кукол, и стабильность формы, жёсткость (даже текстиль проклеен), поза фигуры, пластика, которую невозможно изменить, характерные для скульптуры.
Считается, что стиль Романа Шустрова сложился в 1988 году, когда начали появляться его ранние произведения. Скульптурные работы Шустрова выполнены в кукольном стиле. Обычно у них вытянутые шеи, выразительные носы. Глаза персонажей часто закрыты. Сам скульптор признавался: большинство его работ создают впечатление, будто просят милостыню, но, по его мнению, «они обязательно что-то дают взамен» зрителям.
Татьяна Калинина писала об одной из скульптур Романа Шустрова, представленной в 2022 году на выставке «Отражение Звезды» в Центре музыки и искусства Центральной городской публичной библиотеки имени В. В. Маяковского в Санкт-Петербурге: «Наш любимый Снежный человек, которого сотворил Роман Шустров, сидит в одиночестве, только комья снега вокруг. Эта кукольная скульптура так и называется „Петербургский снег“». Работа выполнена из папье-маше и проклеенного текстиля в 2013 году. Они дополнены деревянными элементами и авторской росписью. Размер кукольной скульптуры — 104 см.
Работа Шустрова представляет собой сидящего на неказистом стуле грустного молодого человека, одетого в шинель и закутанного поверх неё в тёплый плед. На голове у него шляпа по моде императрицы Елизаветы Петровны, начала правления Екатерины II и во время правления императора Павла I, а под ней характерный для того же времени короткий парик с буклями и косичкой сзади — «крысиный хвост». Со шляпы свисают подвешенные на тонких нитях матовые круглые «снежинки». Снег также нанесён краской на одежду персонажа.
Скульптор настаивал, что современный городской декор смотрит на жителей сверху. Ангелы, маскароны на фасадах, атланты, купола находятся высоко над головой петербуржца. Скульптуры малых форм в городе очень мало. Сам Шустров называл её душевной городской скульптурой. Любимыми героями скульптора стали птицеловы, шуты, клоуны, циркачи, они чудаковаты — люди «не от мира сего».
Шустров признавался, что авторскую технику росписи выработал случайно, работая театральным бутафором. Режиссёр Александр Горенштейн заказал ему бюст Рихарда Вагнера для спектакля «Контрабас» по пьесе Патрика Зюскинда. У него должна была раскрываться голова, и на оголившемся мозге композитора зрителям должны были быть заметны ноты. Первоначально бюст, по замыслу Шустрова, должен быть белого цвета, но Горенштейн попросил состарить работу. Скульптор долго пытался это сделать, но каждый раз получалось неубедительно, в процессе работы он случайно уронил каплю эмульсии на папье-маше, что и дало нужный результат. Шустров выкрасил бюст только одной эмульсией, а впоследствии стал использовать её как авторскую технику росписи.
Скульптор использовал «неяркие, чуть грязноватые цвета», но его работы подсвечены изнутри. В последние годы он предпочитал монохромность. Утверждалось, что даже из газет, которые использовались для изготовления папье-маше, Шустров убирал материалы, которые носили негативный характер.
Особым направлением в творчестве Романа Шустрова стала авторская декоративная маска. Интерес к ней он связывал с мистическим характером родного города и маскаронами, которые смотрят на прохожих с фасадов его старинных зданий. Графика скульптора выполнена в технике нанесения эмульсии на бумагу.
Авторитетный российский сайт «Музеи России» писал о театральности героев Шустрова — в своих произведениях он выделял и обострял характерные черты героя. «Галерея его персонажей одновременно комична, трогательна и узнаваема. Это обитатели центра города, в частности, окрестностей Фонтанного Дома, так как по признанию художника: „Литейный проспект, пересекающий мою родную улицу Чайковского, с детства был для меня местом открытия новых горизонтов“».

### «Петербургский ангел»

«Петербургский ангел» в повязанном почитателями шарфике. Фото 2022 года

Наиболее известная скульптура Романа Шустрова — «Петербургский ангел». Эта небольшая по размерам (всего лишь 70 сантиметров в высоту) бронзовая скульптура была установлена в 2012 году (12 октября) в Измайловском саду при Молодёжном театре на набережной реки Фонтанки. Она быстро привлекла внимание жителей города и туристов. Старичок с крыльями за спиной, одетый в долгополое пальто, примостился на спинке скамейки в центре сада, укрывшись зонтиком и внимательно читая книгу. Петербуржцы полюбили скульптуру: зимой они подвязывают ей шарфик и надевают на голову шерстяную шапочку, летом вкладывают ангелу в руки цветы, кленовые листья или конфеты.
По утверждению автора, «Петербургский ангел» — «воплощение поколения наших бабушек и дедушек». Он посвятил его петербургским старикам, пережившим многие трагические события истории страны, но сохранившим «душевную теплоту и юношеский взгляд». Сотрудница «Новой газеты» Татьяна Мэй писала об ангеле: «Маленький, застенчивый, в старомодном пальто, скосолапив ноги в стоптанных ботинках, он сидит на спинке скамьи под зонтиком, с книжкой в руках, в окружении столетних деревьев, словно был здесь всегда. Свой, родной, домашний. С таким хорошо гонять чаи и хрустеть сушками… он пробуждает в людях стремление любить и заботиться. Каждый [прохожий] старался погладить чудаковатого ангела с книжкой по рукаву или крылу, посидеть рядом хоть минутку». Изображения ангелов стали появляться в работах Романа Шустрова ещё в ранний период творчества. После смерти своего отца скульптор часто говорил, что он напоминал Роману ангела.
Образ, по словам самого скульптора, родился за 10 лет до его воплощения в бронзе — в 2001 году. Первоначально это была кукольная композиция. В 2001 году кукла старичка из папье-маше была одета в пальто из непроклеенной мешковины, вокруг шеи был обёрнут длинный холщовый шарф. Подставка отсутствовала, а рядом с куклой стоял чемодан. Позже скульптор поклеил текстиль и раскрасил его. Петербургский ангел благодаря этому приобрёл форму кукольной скульптуры. В 2012 году Роману Шустрову предложили принять участие в симпозиуме по городской скульптуре, одновременно проводился конкурс работ скульпторов. Шустров представил на конкурс «Петербургского ангела» в виде кукольной скульптуры. Это показалось странным комиссии, но работа оказалась в числе победителей. Уже после отливки скульптуры в бронзе (первоначально его размер предполагался значительно большим) начались поиски места для её установки.
Скульптору предложили разместить «Петербургского ангела» в Измайловском саду у здания Молодёжного театра на Фонтанке. Побывав там, Шустров остановился именно на этом варианте. Молодёжный был его любимым театром, с его точки зрения, именно здесь «„Петербургский ангел“ находится в атмосфере любви и понимания». Театр занимается оформлением юридических документов, необходимых для включения скульптуры в его официальную символику. В январе 2020 года у скамьи «Петербургского ангела» состоялось торжественное открытие «Почты ангела». Всего с момента открытия почты к октябрю 2021 года «Петербургский ангел» получил более 2200 писем. Отправители благодарят его за помощь в исполнении пожеланий о любви, здоровье близких, решение «квартирного вопроса». Часть писем посвящена пандемии. Часто отправители пишут отзывы на спектакли Молодёжного театра и благодарят артистов. В настоящее время из-за многочисленных актов вандализма (почту взламывали, разбрасывали письма по саду) отправить письмо ангелу можно ежедневно в часы работы кассы в здании театра.
Ангел вошёл в экскурсионные и туристические маршруты, путеводители, его изображение появилось на логотипе Молодёжного театра, миниатюрные копии продаются в сувенирных магазинах. Летом 2021 года «Петербургский ангел» был признан одним из новых символов Санкт-Петербурга. Конкурс на новый символ города был организован телеканалом «Санкт-Петербург» под патронатом Правительства города. По итогам конкурса «Петербургский ангел» вошёл в тройку новых символов Санкт-Петербурга.
«Петербургский ангел» является персонажем детской книги лауреата Международного конкурса имени А. Н. Толстого Юлии Ивановой «Чижик-Пыжик и хранители Петербурга», вышедшей в 2017 году. В книге два талисмана города объединяются, чтобы познакомить юных читателей с символами Санкт-Петербурга: «Медным всадником», корабликом на шпиле Адмиралтейства, крейсером «Аврора», ледоколом «Красин», подводной лодкой С-189, а также с городскими легендами и преданиями. В книге профессора, доктора медицинских наук, заслуженного деятеля науки Российской Федерации Игоря Кветного «Сенсационные открытия современной биомедицины» заключительная глава носит название «Прогулка к Ангелу. Рецепт от Учёного клоунеля». В ней автор рассказывает, что с некоторых пор, возвращаясь в родной город из научных поездок, он всегда заходит в Измайловский парк, чтобы повидать «Петербургского ангела» Романа Шустрова.
«Младший брат» «Петербургского ангела» стоит под зонтиком перед зданием ОАО «Севернефтегазпром» в городе Новый Уренгой. Скульптура носит такое же название, как и в родном городе. Жители Нового Уренгоя, как и в Санкт-Петербурге, фотографируются рядом с ним, оставляют монетки у его ног, одевают зимой в тёплые одежды, загадывают желания. Предложило заказать скульптуру ангела руководство ОАО «Севернефтегазпром». В сентябре 2018 года она была доставлена из Санкт-Петербурга в Новый Уренгой и установлена в парковой зоне. Первоначально скульптура стояла на невысоком постаменте, и у прохожих складывалось впечатление, что ангел прогуливается по парку. Через год он получил новый — высокий пьедестал. Глыба гранита для него была добыта в Уральских горах.
В отличие от ангела в Санкт-Петербурге ново-уренгойский направляет свой взгляд не в раскрытую книгу, а в сторону. В руке вместо книги он держит саквояж. Ангел не сидит на скамейке, а стоит на земле. Таким он предстаёт в авторском варианте из папье-маше, созданном в 2011 году. Размер этой версии 55 см, основной материал дополнен деревянными элементами и авторской росписью.

### «Любашинский ангел»
«Любашинский ангел» увидел свет в Любашинском саду (он расположен в Калининском районе между проспектом Металлистов, Замшиной улицей и Полюстровским проспектом) в 2019 году. Этот босоногий и кудрявый ангел сидит на скамье в ротонде перед фонтаном. Он значительно моложе, чем «Петербургский». Журнал «На Невском» утверждал, что «Любашинский ангел» популярнее, чем «Петербургский ангел». Многие прохожие усаживаются на скамью рядом с ним, фотографируются. Через месяц после установки расшатанный почитателями «Любашинский ангел» упал со скамьи. Он не пострадал, был возвращён на место и надёжно закреплён.
Одна из версий «Любашинского ангела» была самим мастером отлита из бронзы в 2015 году (размером 24 см) и носила название «Маленький ангел».

### «Печальный ангел»

«Печальный ангел» на набережной реки Карповки. 2022 год

В марте 2021 года эта скульптура Романа Шустрова была установлена на набережной реки Карповки в память о медицинских работниках, погибших от коронавируса. Ангел размещён на скамейке, которую во время пандемии установили возле Первого медицинского университета, чтобы выписанные из его клиник пациенты могли на ней ожидать такси.
Первоначально ангел должен был разместиться рядом с ФГБУ НИИ гриппа имени А. А. Смородинцева, но территория его огорожена, поэтому для жителей города доступа к скульптуре не было бы. Остановились на скамейке возле Первого Санкт-Петербургского государственного медицинского университета имени Павлова. В оригинале работа Шустрова из папье-маше называлась «Печальный ангел, слушающий музыку», а рядом с ангелом стоял старинный граммофон. От граммофона было принято решение отказаться. Мария Касьяненко изменила также одеяние ангела, сделав его похожим на власяницу. После смерти Романа его супруга перестала заниматься собственным творчеством и поставила перед собой цель довести до конца замысел Романа — создать фигуру «Печального ангела». Подруга Марии рассказывала: «Она сидела… и несколько недель подряд колечками из пластилина оформляла скульптуру. Такая печальная, с опущенной вниз головой, и так ясно было её сходство с „Грустным ангелом“».
Грустная бронзовая фигурка с немного наклонённой головой словно прислушивается к чему-то, невидимому для зрителя. Обозреватель «Российской газеты» Мария Голубкова предполагала: к жалобам больных или к словам благодарности пациентов.
Ангел был возведён активистами при поддержке администрации Петроградского района. Церемония открытия памятника медикам происходила дважды: официально, но на день раньше установленного срока, её провёл губернатор Александр Беглов. На следующий день прошла общественная церемония открытия с участием активистов Ирины Масловой и Галины Артеменко, Марии Касьяненко и родственников погибших медиков. По данным BBC, скульптуру открывали даже трижды. Акция обернулась политическим скандалом. «Тайное» открытие скульптуры вызвало массовое возмущение в соцсетях.
«Печальный ангел» отличается от скорбящих ангелов, которые представлены в некрополях. Маленькая фигурка одновременно трагична, печальна и светла. Ангелу приносят цветы. Появление скульптуры вызвало неоднозначную реакцию жителей города. Ежедневная газета «Новые Известия», с одной стороны, писала о человечности «Печального ангела», с другой стороны, отмечала парадокс: «питерцы устроили травлю памятнику, обвиняя автора и его семью в распилах, коррупции, неуважении к медработникам…» Именно с этой реакцией широкой публики автор статьи связывал самоубийство вдовы скульптора.

## Музей петербургских ангелов и память о скульпторе

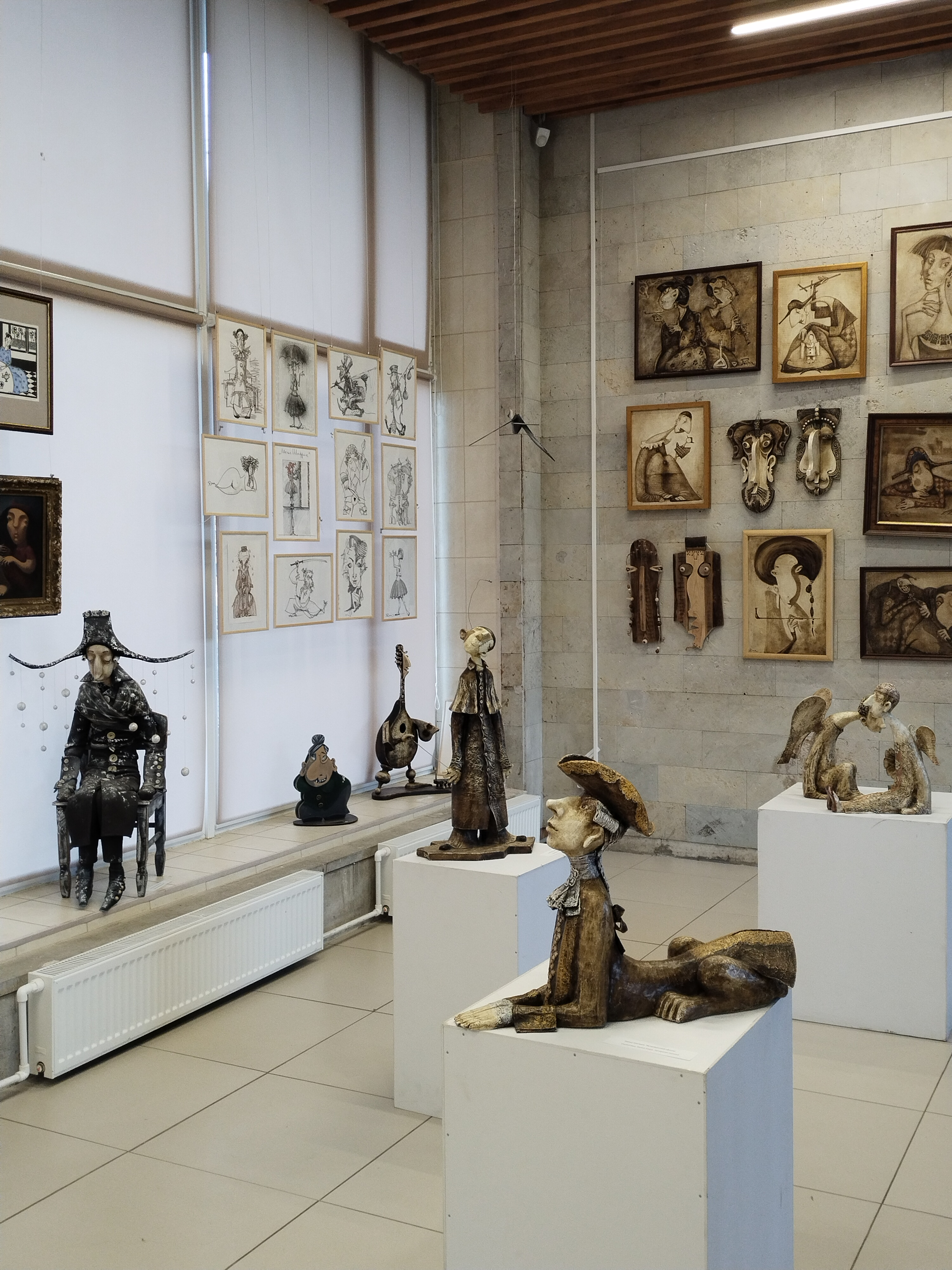
Интерьер Молодёжной галереи АртПРО во время проведения выставки работ Романа Шустрова и Марии Касьяненко. 2022 год

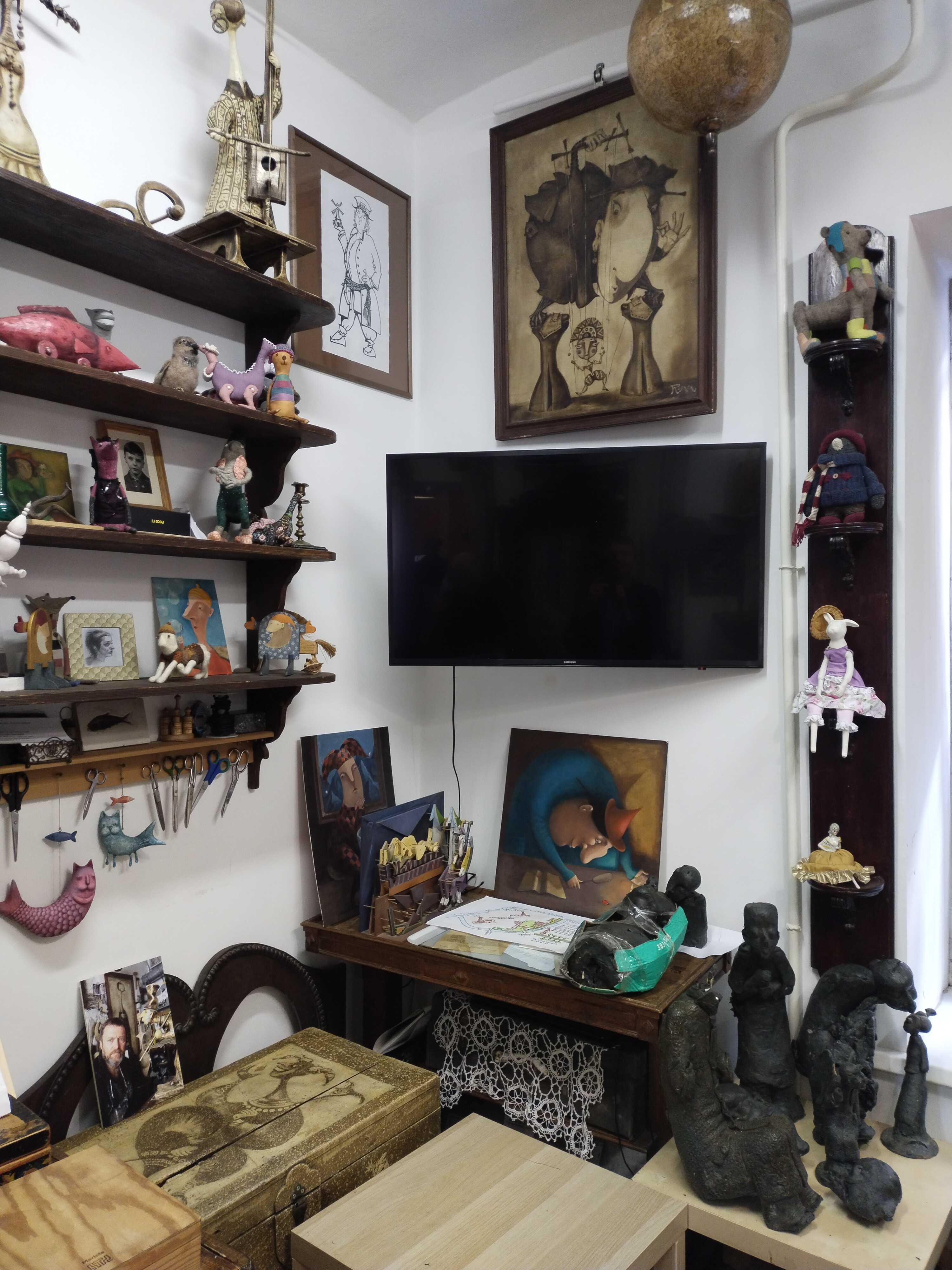
Интерьер мастерской в музее-квартире Романа Шустрова и Марии Касьяненко

В ноябре 2021 года в Санкт-Петербурге в квартире-мастерской Романа Шустрова и Марии Касьяненко по адресу проспект Римского-Корсакова, 93, в которой Шустров и Касьяненко жили с осени 2019 года, открылся «Музей петербургских ангелов». В музее проходят мастер-классы и литературные вечера, театральные представления, творческие встречи, проводятся бесплатные экскурсии.
Музей представляет собой двухкомнатную квартиру-мастерскую, в которую супруги переехали в 2019 году. Воссоздать интерьер, существовавший при жизни владельцев, помогли друзья и родственники, собравшие скульптуры Шустрова и Касьяненко, созданные ими игрушки, куклы и графические работы. Некоторые экспонаты подарили частные коллекционеры. В экспозиции представлены личные вещи скульпторов. В их числе инструменты для работы над игрушками.
В 2020 году в Музее игрушки на набережной Карповки прошла посмертная выставка работ Романа Шустрова «Петербургский ангел». Наряду со скульптурами и куклами были представлены записные книжки и блокноты с зарисовками скульптора. Отсутствовали только ранние тряпичные куклы, предназначавшиеся для петербургских кафе, которые, вероятно, не сохранились. По словам обозревателя газеты «Санкт-Петербургские ведомости» Тимофея Михайлова, лейтмотивом выставки, в которую вошли работы из собрания семьи художника и частных коллекций, стали юмор и фантазия. Вместе с тем они заставляют зрителя задуматься. Так, «Петербургский сфинкс» Шустрова имеет тело льва и голову «печального Пьеро».
В 2022 году ещё одна выставка произведений Романа Шустрова и Марии Касьяненко прошла в санкт-петербургской Молодёжной галерее АртПРО. Были представлены работы из фондов музея-квартиры, несколько скульптур, которые находились в другой квартире — на Английском проспекте, 13, где жила бабушка Марии. Организаторы попытались приблизить экспонаты к зрителю. Посетителям было разрешено приводить в действие куклу «работницы ЖЭКа», потянув её за пуговицу платья. Кукла при этом агрессивно поднимает руки и растопыривает пальцы. Приведя в действие шарманку, можно было заставить крутиться карусель с диковинными зверями под звуки «Марсельезы». Наряду со скульптурами были представлены картины Романа Шустрова и пастельные работы Марии Касьяненко. Устроители выставки попытались воссоздать в интерьере экспозиции атмосферу мастерской покойных супругов.
В декабре 2021 года в Санкт-Петербурге в галерее «Центр книги и графики» прошла выставка авторских кукол «Айдолл». Организатором выступило Объединение художников-кукольников «Мосты». На выставке были представлены работы из городов Российской Федерации: из Санкт-Петербурга, Москвы, Череповца, Владивостока, Мурманска, а также из Германии. Пресса сообщала, что экспозиция была разделена на две части: «Мастерская» и «Город». Первая из них посвящалась Роману Шустрову. В её оформлении «были представлены чёрно-белые, графические „цитаты“ пространства мастерской художника».
Работы Романа Шустрова находятся в музеях Санкт-Петербурга и в частных собраниях Российской Федерации, Италии, Франции, Голландии, Норвегии, США, Германии, Австрии. Скульптору посвящены три короткометражных документальных фильма: «Сказочный мир Романа Шустрова», «Сказочный мир Романа Шустрова. Часть 2» (фильм рассказывает о нереализованных проектах скульптора) и «Я — кукольник» (по его автобиографии)